# Knoten (Kärnten)
Der Knoten (auch Knotenberg) ist ein Berg der Kreuzeckgruppe im österreichischen Bundesland Kärnten. Er hat eine Höhe von 2214 m ü. A.
Er liegt südwestlich des deutlich höheren Hochtristen (2536 m) und nördlich der Ortschaft Berg im Drautal. Sowohl von der Emberger Alm als auch von der Oberberger Alm ist er leicht in weniger als zwei Stunden Gehzeit erreichbar; nur das letzte Stück zum Gipfel erfordert Trittsicherheit beim Klettern.
Der Gipfel bietet hervorragende Sicht ins Drautal sowie auf die dem Tal gegenüberliegende Reißkofelgruppe und die Jauken, dahinter die Karnischen Alpen und im Norden die Gipfel der Kreuzeckgruppe.

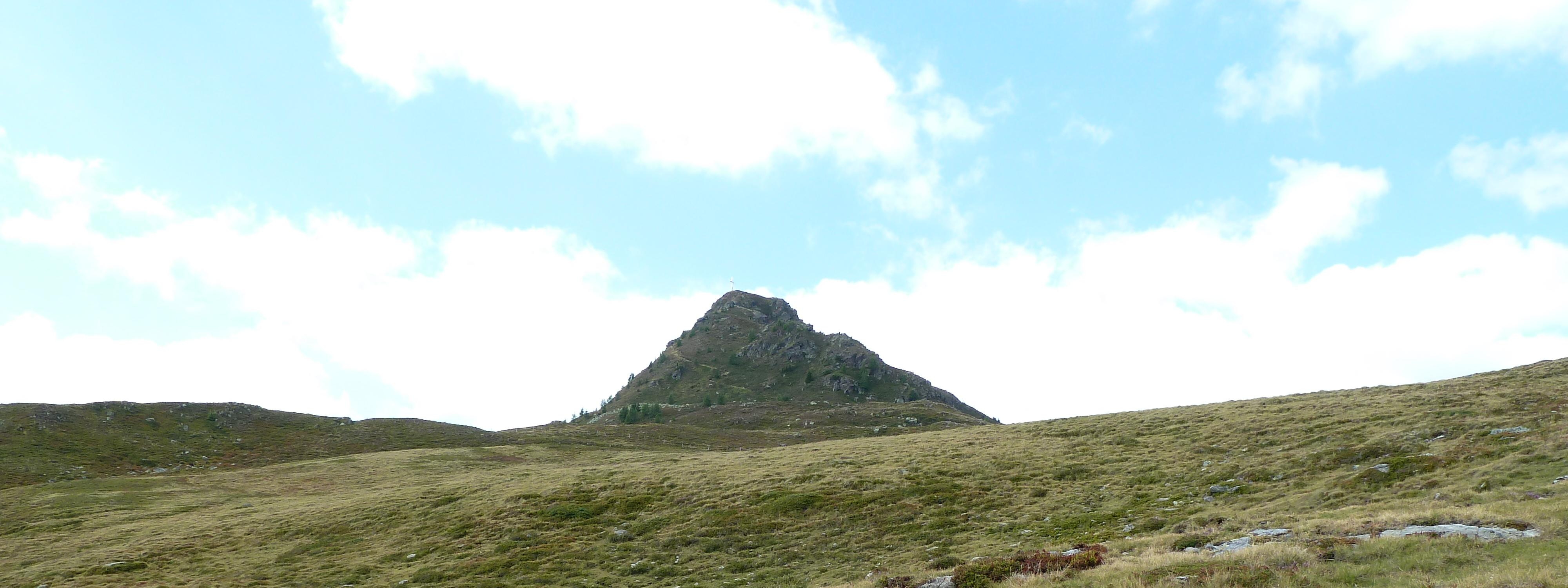
Gipfel des Knoten